# And One/Diskografie
Diese Diskografie ist eine Übersicht über die musikalischen Werke der deutschen EBM/Synthie-Pop-Band And One. Ihre erfolgreichste Veröffentlichung ist das aktuelle Trilogie-Album Magnet-Propeller-Achtung 80, welches Platz 2 der deutschen Musikcharts erreichen konnte.

## Alben

### Studioalben
| Jahr | Titel Musiklabel                                                                  | Höchstplatzierung, Gesamtwochen, AuszeichnungChartsChartplatzierungen (Jahr, Titel, Musiklabel, Platzierungen, Wochen, Auszeichnungen, Anmerkungen) | Anmerkungen |
| Jahr | Titel Musiklabel                                                                  | DE | Anmerkungen |
| ---- | --------------------------------------------------------------------------------- | --- | --- |
| 1991 | Anguish Machinery Records                                                         | — | Erstveröffentlichung: Juli 1991 Erscheinungsformate: CD, LP Produzent: Jorgen Mulder (alias 'Jor Jenka')                           |
| 1992 | Flop! Machinery Records                                                           | — | Erstveröffentlichung: 1992 Erscheinungsformate: CD, LP, MC, 12xAAC Produzent: Jorgen Mulder (alias 'Jor Jenka')                    |
| 1993 | Spot Machinery Records                                                            | DE90 (3 Wo.)DE | Erstveröffentlichung: 1993 Erscheinungsformate: CD, MC, 12xAAC Produzenten: Jorgen Mulder (alias 'Jor Jenka'), Steve Naghavi       |
| 1994 | I.S.T. Machinery Records                                                          | — | Erstveröffentlichung: 1994 Erscheinungsformate: CD, 2xCD, MC, 15xAAC Produzenten: Jorgen Mulder (alias 'Jor Jenka'), Steve Naghavi |
| 1997 | Nordhausen Virgin Records                                                         | DE59 (2 Wo.)DE | Erstveröffentlichung: 1997 Erscheinungsformate: CD, LP, MC Produzenten: Steve Naghavi, Joke Jay                                    |
| 1998 | 9.9.99 9 Uhr Virgin Records                                                       | DE15 (6 Wo.)DE | Erstveröffentlichung: 1998 Erscheinungsformate: CD, 2xCD, MC Produzent: Steve Naghavi                                              |
| 2000 | Virgin Superstar Virgin Records                                                   | DE33 (4 Wo.)DE | Erstveröffentlichung: 2000 Erscheinungsformat(e): CD Produzenten: Christer Hermodsson, Steve Naghavi                               |
| 2003 | Aggressor Out of Line                                                             | DE33 (2 Wo.)DE | Erstveröffentlichung: 2003 Erscheinungsformate: CD, 12xAAC Produzent: Steve Naghavi                                                |
| 2006 | Bodypop Out of Line                                                               | DE30 (3 Wo.)DE | Erstveröffentlichung: 2006 Erscheinungsformate: CD, 2xCD, 12xAAC Produzent: Steve Naghavi                                          |
| 2011 | Tanzomat Out of Line                                                              | DE23 (2 Wo.)DE | Erstveröffentlichung: 2011 Erscheinungsformate: CD, 2xCD, CDR, 12xWAV Produzent: Steve Naghavi                                     |
| 2012 | S.T.O.P. Synthetic Symphonie/SPV                                                  | DE24 (1 Wo.)DE | Erstveröffentlichung: 2012 Erscheinungsformate: CD, 2xCD Produzenten: Steve Naghavi, Niko Wieditz, Daniel Myer                     |
| 2014 | Trilogie I (Magnet, Propeller, Achtung 80) Deutschmaschine Schallplatten/Soulfood | DE2 (4 Wo.)DE | Erstveröffentlichung: 2014 Erscheinungsformate: CD, 3xCD, 6xCD, 3xLP+BD, 10xFLAC³ Produzent: Steve Naghavi                         |

### Livealben
| Jahr | Titel Musiklabel          | Höchstplatzierung, Gesamtwochen, AuszeichnungChartsChartplatzierungen (Jahr, Titel, Musiklabel, Platzierungen, Wochen, Auszeichnungen, Anmerkungen) | Anmerkungen                                                                  |
| Jahr | Titel Musiklabel          | DE | Anmerkungen                                                                  |
| ---- | ------------------------- | --- | ---------------------------------------------------------------------------- |
| 2009 | Bodypop 1 1/2 Out of Line | DE89 (1 Wo.)DE | Erstveröffentlichung: 2009 beinhaltet außerdem 4 B-Seiten des Albums Bodypop |
| 2009 | Live Out of Line          | DE62 (1 Wo.)DE | Erstveröffentlichung: 2009 (2 CDs + DVD)                                     |

### Kompilationen
- 1997: The Best of And One (Machinery Records)
- 2011: Naghavi’s Selection 97–03 (EMI Music)

### EPs
- 1992: Monotonie (Machinery Records)
- 1998: Maschinenstürmer (Beilage der limitierten Auflage des Albums 9.9.99 9 Uhr)
- 2006: Frontfeuer (Beilage der limitierten Auflage des Albums Bodypop)
- 2011: Zerstörer (Out of Line)
- 2012: Back Home (Synthetic Symphonie/SPV)
- 2012: Shice Guy (limitiert im Eigenvertrieb als „Musik Für Scheidungskinder GmbH“)
- 2012: Shouts of Joy (Synthetic Symphonie/SPV)
- 2012: Triebwerk (Beilage der limitierten Auflage des Albums S.T.O.P.)

## Singles
| Jahr | Titel Album                   | Höchstplatzierung, Gesamtwochen, AuszeichnungChartsChartplatzierungen (Jahr, Titel, Album, Platzierungen, Wochen, Auszeichnungen, Anmerkungen) | Anmerkungen                                                  |
| Jahr | Titel Album                   | DE | Anmerkungen                                                  |
| ---- | ----------------------------- | --- | ------------------------------------------------------------ |
| 1997 | Sometimes Nordhausen          | DE96 (1 Wo.)DE | Erstveröffentlichung: 1997                                   |
| 1998 | Get You Closer 9.9.99 9 Uhr   | DE60 (3 Wo.)DE | Erstveröffentlichung: 2. Juli 1998                           |
| 2000 | Wasted Virgin Superstar       | DE77 (1 Wo.)DE | Erstveröffentlichung: 14. Mai 2000                           |
| 2003 | Krieger Aggressor             | DE84 (1 Wo.)DE | Erstveröffentlichung: 2003                                   |
| 2006 | Military Fashion Show Bodypop | DE86 (1 Wo.)DE | Erstveröffentlichung: 2006                                   |
| 2006 | So klingt Liebe Bodypop       | DE33 (9 Wo.)DE | Erstveröffentlichung: 2006                                   |
| 2006 | Traumfrau Bodypop             | DE86 (1 Wo.)DE | Erstveröffentlichung: 2006                                   |
| 2012 | Shouts of Joy S.T.O.P.        | DE78 (1 Wo.)DE | Erstveröffentlichung: 2012 erschien gleichzeitig auch als EP |

Weitere Singles
- 1990: Metalhammer
- 1991: Saddam Hussein (Musikkassette)
- 1991: Aus der Traum
- 1991: Techno Man
- 1993: Life Isn’t Easy in Germany
- 1994: Driving with my Darling
- 1995: Deutschmaschine
- 1997: Sweety Sweety
- 2001: Amerika brennt! (Digitale Veröffentlichung)
- 2011: Zerstörer
- 2012: Back Home

## Videoalben
| Jahr | Titel Musiklabel   | Höchstplatzierung, Gesamtwochen, AuszeichnungChartsChartplatzierungen (Jahr, Titel, Musiklabel, Platzierungen, Wochen, Auszeichnungen, Anmerkungen) | Anmerkungen                                       |
| Jahr | Titel Musiklabel   | DE | Anmerkungen                                       |
| ---- | ------------------ | --- | ------------------------------------------------- |
| 2009 | Live a Out of Line | DE*DE | siehe Livealben; DVD nur mit Doppel-CD erhältlich |

## Sonderauflagen
| Jahr | Single                                          | Album         |
| ---- | ----------------------------------------------- | ------------- |
| 2008 | Paddy Is My DJ (Vinyl, auf 500 Stück limitiert) | Bodypop 1 1/2 |
| 2011 | Zerstörer (Vinyl, auf 500 Stück limitiert)      | —             |

## Remixe und Reinterpretationen
- 1995: Syntec – Angel Angel
- 1998: Oomph! – Gekreuzigt
- 1999: Oomph! feat. Nina Hagen – Fieber
- 1999: Das Ich – Das Ich im Ich
- 1999: Collapsed System – Blute Jetzt!
- 2000: Evils Toy – Virtual State (And One Remix)
- 2000: Cleen – The Voice (And One Re-Interpretation)
- 2001: Project Pitchfork – Timekiller
- 2007: Obscenity Trial – Daydream

### Samplerbeiträge
- 199?: We Came to Dance (Original: Ultravox)

## Musikvideos
| Jahr | Titel                                    | Regisseur(e)           |
| ---- | ---------------------------------------- | ---------------------- |
| 1991 | Second Voice                             |                        |
| 1993 | Life Isn’t Easy in Germany               |                        |
| 1994 | Driving with My Darling                  |                        |
| 1994 | Deutschmaschine                          |                        |
| 1997 | Sometimes                                |                        |
| 1998 | Get You Closer                           |                        |
| 2000 | Wasted                                   |                        |
| 2003 | Krieger                                  |                        |
| 2006 | So klingt Liebe                          | Peter Dommaschk        |
| 2006 | Traumfrau                                | Peter Dommaschk        |
| 2007 | Military Fashion Show (Original Version) |                        |
| 2011 | Sexdrive                                 |                        |
| 2011 | Zerstörer                                |                        |
| 2012 | Shouts of Joy                            | Adolf Steinhimmel      |
| 2012 | Killing the Mercy                        | Adolf Steinhimmel      |
| 2012 | Aigua                                    | Adolf Steinhimmel      |
| 2015 | Unter meiner Uniform                     | Peter Dommaschk        |
| 2015 | Zeit ohne Zeit                           | Peter Dommaschk        |
| 2015 | The Other Side                           | Carlo Roberti          |
| 2015 | U-Boot-Krieg in Ost-Berlin               | Hannes „Honey“ Malecki |

## Statistik

### Chartauswertung
|                     | DE     |
| ------------------- | ------ |
| Nummer-eins-Alben   | DE—DE  |
| Top-10-Alben        | DE1DE  |
| Alben in den Charts | DE11DE |

|                       | DE    |
| --------------------- | ----- |
| Nummer-eins-Singles   | DE—DE |
| Top-10-Singles        | DE—DE |
| Singles in den Charts | DE8DE |